# Liste der Naturdenkmale in Jesberg
Die Liste der Naturdenkmale in Jesberg nennt die im Gebiet der Gemeinde Jesberg im Schwalm-Eder-Kreis in Hessen gelegenen Naturdenkmale.
| Bild            | Bezeichnung                                                       | Ortsteil, Lage                               | Beschreibung                                   | Art              | Nr.     |
| --------------- | ----------------------------------------------------------------- | -------------------------------------------- | ---------------------------------------------- | ---------------- | ------- |
| Fotos hochladen | Eiche mit Hainbuchenkranz und Prinzessinnengarten mit Eichenallee | Jesberg 50° 58′ 59,5″ N, 9° 10′ 8,3″ O       | am Waldweg nach Waltersbrück (Fläche: 1,08 ha) | Flächenhaftes ND | 634.650 |
| BW              | 6 Linden. Dorflinden                                              | Elnrode-Strang 50° 57′ 53,7″ N, 9° 9′ 6,4″ O | Dorfmitte Strang                               | Linde            | 634.654 |
| BW              | Feuchtbiotop                                                      | Hundshausen 50° 59′ 0″ N, 9° 7′ 56″ O        |                                                | Flächenhaftes ND | 634.656 |